# Steve Howe
Stephen James "Steve" Howe, född 8 april 1947 i London, England, är en brittisk gitarrist, mest känd för sitt arbete med den progressiva rockgruppen Yes. Han har även bland annat varit medlem i grupperna Tomorrow, Asia och GTR, samt släppt ett antal soloalbum.

## Biografi
Howe fick sin första gitarr som 12-åring och började 1964 i sitt första band, The Syndicats, med vilka han släppte några singlar innan han 1967 gick vidare till The In Crowd, som senare bytte namn till Tomorrow. 1968 släppte han sitt första och enda album med Tomorrow. Gruppen splittrades senare samma år och Howe började istället spela med Bodast, med vilka han spelade in ett album 1968 som dock inte skulle släppas förrän i början av 1980-talet.
1970 värvades Howe till Yes som ersättare för Peter Banks som spelat på gruppens två första album. Hans första album med gruppen blev The Yes Album, utgivet 1971. Han stannade sedan i bandet tills upplösningen 1980. Under tiden hann han dock även släppa två soloalbum, Beginnings (1975) och The Steve Howe Album (1979), samt spela på Lou Reeds självbetitlade debutalbum från 1972. 
1981 bildade han supergruppen Asia tillsammans med John Wetton (från King Crimson), Carl Palmer (från Emerson, Lake and Palmer) och Geoff Downes (från The Buggles). Han var med på Asias två första album innan han lämnade gruppen 1983. Nästa band blev GTR som han bildade 1986 tillsammans med bland andra Steve Hackett, tidigare i Genesis. Gruppen höll bara ihop under ett år under vilket de han släppa ett album. 
Howe gjorde därefter en kort återförening med Yes innan han fortsatte på sin solokarriär. Han släppte sex soloalbum innan han återigen började spela med Yes 1995, vilket han har gjort sedan dess. Han har dock fortsatt att spela in soloalbum och även hunnit med en återförening av Asia 2006, liksom en del arbeten med andra musiker.

## Diskografi

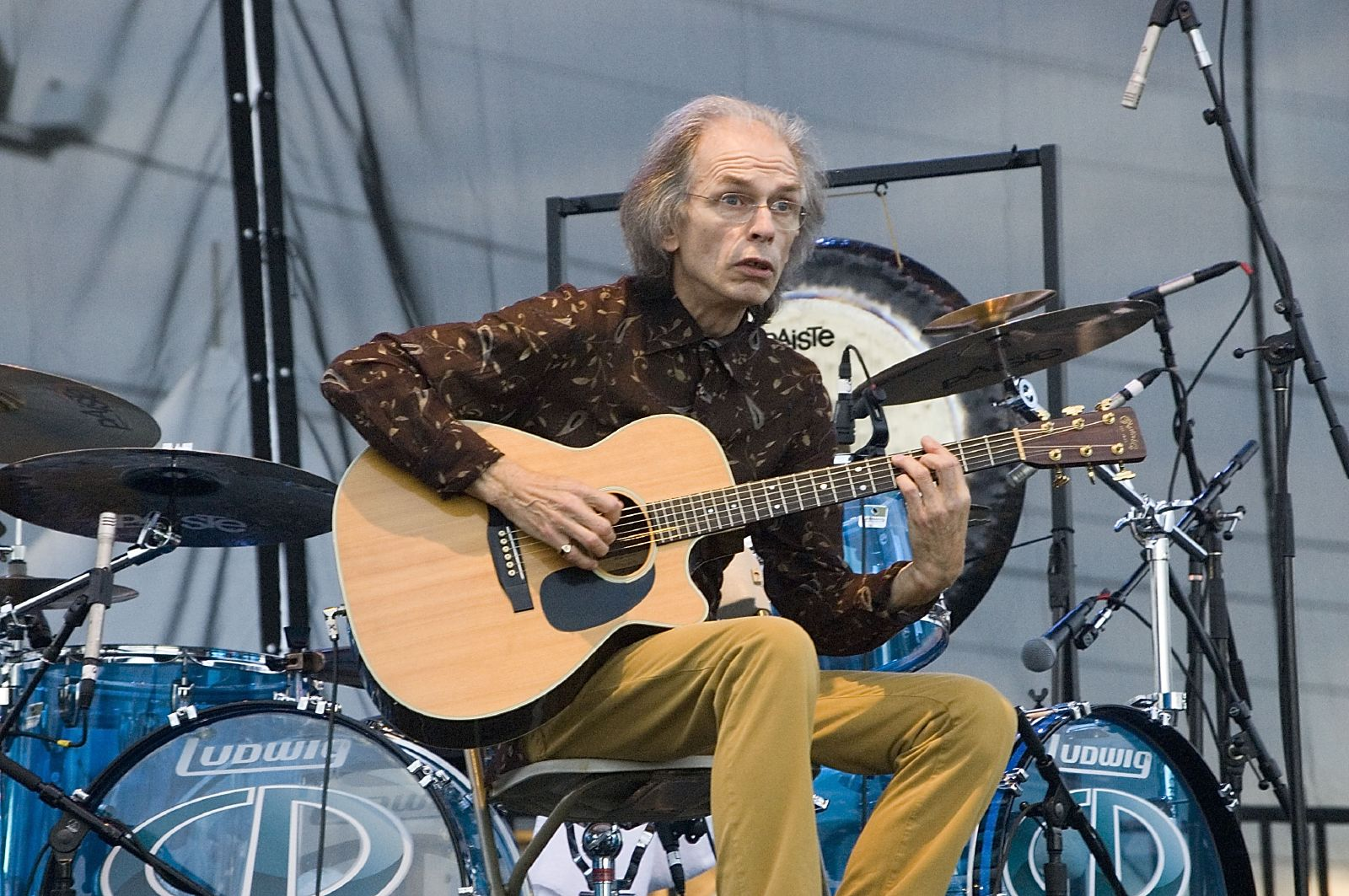
Steve Howe 2005

- 1975 – Beginnings
- 1979 – The Steve Howe Album
- 1991 – Turbulence
- 1993 – The Grand Scheme of Things
- 1994 – Not Necessarily Acoustic (live)
- 1995 – Seraphim
- 1995 – Voyagers
- 1996 – Homebrew (samlingsalbum)
- 1998 – Quantum Guitar
- 1999 – Pulling Strings (live)
- 1999 – Portraits of Bob Dylan
- 2000 – Homebrew 2 (samlingsalbum)
- 2001 – Natural Timbre
- 2002 – Skyline
- 2003 – Elements
- 2003 – Light Walls
- 2003 – Guitar World
- 2004 – Masterpiece Guitars (med Martin Taylor)
- 2005 – Spectrum
- 2005 – Homebrew 3 (samlingsalbum)
- 2008 – Motif
- 2010 – Homebrew 4
- 2011 – Time
- 2013 – Homebrew 5
- 2016 – Homebrew 6
- 2020 – Love Is